# Muladona

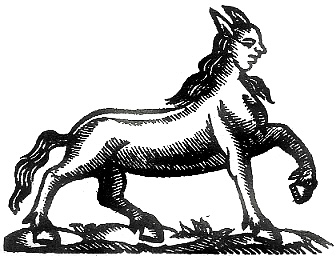
La "muladona" en un texto del

La Muladona o Donamula (mujer-mula en catalán), es un ser de la Mitología catalana. Se cuenta que era una doncella que por ser irreverente y no religiosa fue maldecida por la gente de su pueblo, siendo convertida en una mula. 
Se dice que de ese día, sobre todo de noche, ella vagaría por las montañas y se uniría a grupos de arrieros que van con sus mulas. Se cree que es a causa de su presencia, las mulas se espantaban y alborotaban hasta el punto de que podían morir al precipitarse por los barrancos.
Su aspecto sería semejante al de las demás mulas, pero era más chapucera; sus crines eran como cabellera de mujer y su cara, sin dejar de ser de animal, tenía un aire humano.
Siempre se la representaba con las cuatro patas de mula, pero a veces, las dos delanteras nacían de un tórax situado donde una mula habría de tener el cuello. Además siempre se la representa con pechos, para dejar más clara su condición de mujer.
Los arrieros daban de comer a las mulas unos panecillos con la forma de la muladona, con la creencia de que así las bestias no se espantarían cuando ella apareciera y de que harían como si no estuviera. Así y todo, durante la marcha contaban las cabezas que llevaban para evitar que la muladona se hubiese mezclado con sus animales sin que ellos se diesen cuenta y acabasen pagándolo caro.